# Соболев, Владимир Степанович
Влади́мир Степа́нович Собо́лев (17 [30] мая 1908, Луганск, Екатеринославская губерния, Российская империя — 1 сентября 1982, Москва, СССР) — советский учёный-геолог, заместитель директора Института геологии и геофизики Сибирского отделения АН СССР, академик Академии наук СССР (1958), доктор геолого-минералогических наук (1938), профессор (1939), Герой Социалистического Труда (1978), лауреат Сталинской премии (1950) и Ленинской премии (1976).

## Биография

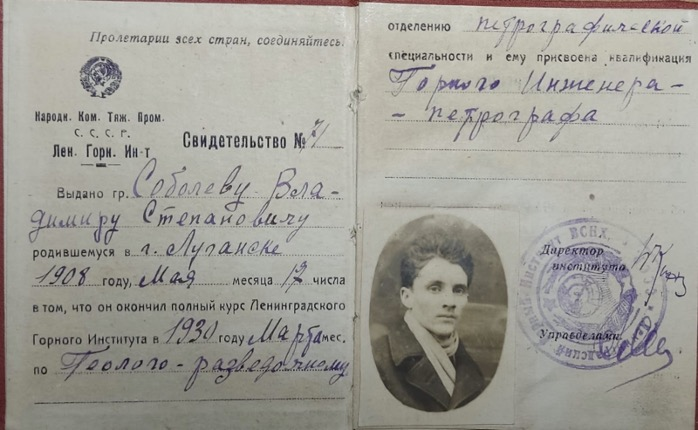
Диплом Ленинградского Горного Института, 1930 год

Горный инженер. Выпускник Ленинградского горного института 1930 года. В 1930—1941 годах работал в Центральном научно-исследовательском геологоразведочном институте. В 1931—1941 и 1943—1945 годах одновременно с работой преподавал в родном горном институте.
Кандидат геолого-минералогических наук без защиты диссертации (1937). Доктор геолого-минералогических наук (1938). В 1939 году Соболеву присвоено учёное звание профессора кафедр кристаллографии и петрографии Ленинградского горного института.
В 1941—1943 годах — консультант Сибирского геологического управления. Одновременно преподавал в Иркутском государственном университете.
С 1945 года, после окончания Великой Отечественной войны, жил и работал на Западной Украине во Львове. С 1947 по 1958 год — в Институте геологии полезных ископаемых АН Украинской ССР, заведующий кафедрой петрографии Львовского государственного университета.
В 1958—1981 годах — заместитель директора Института геологии и геофизики Сибирского отделения АН СССР. Одновременно с 1960 года — профессор и заведующий кафедрой петрографии и минералогии, а в 1962—1971 годах — декан геологического факультета Новосибирского государственного университета.
С 1981 года жил и работал в Москве, директор Минералогического музея АН СССР имени А. Е. Ферсмана.

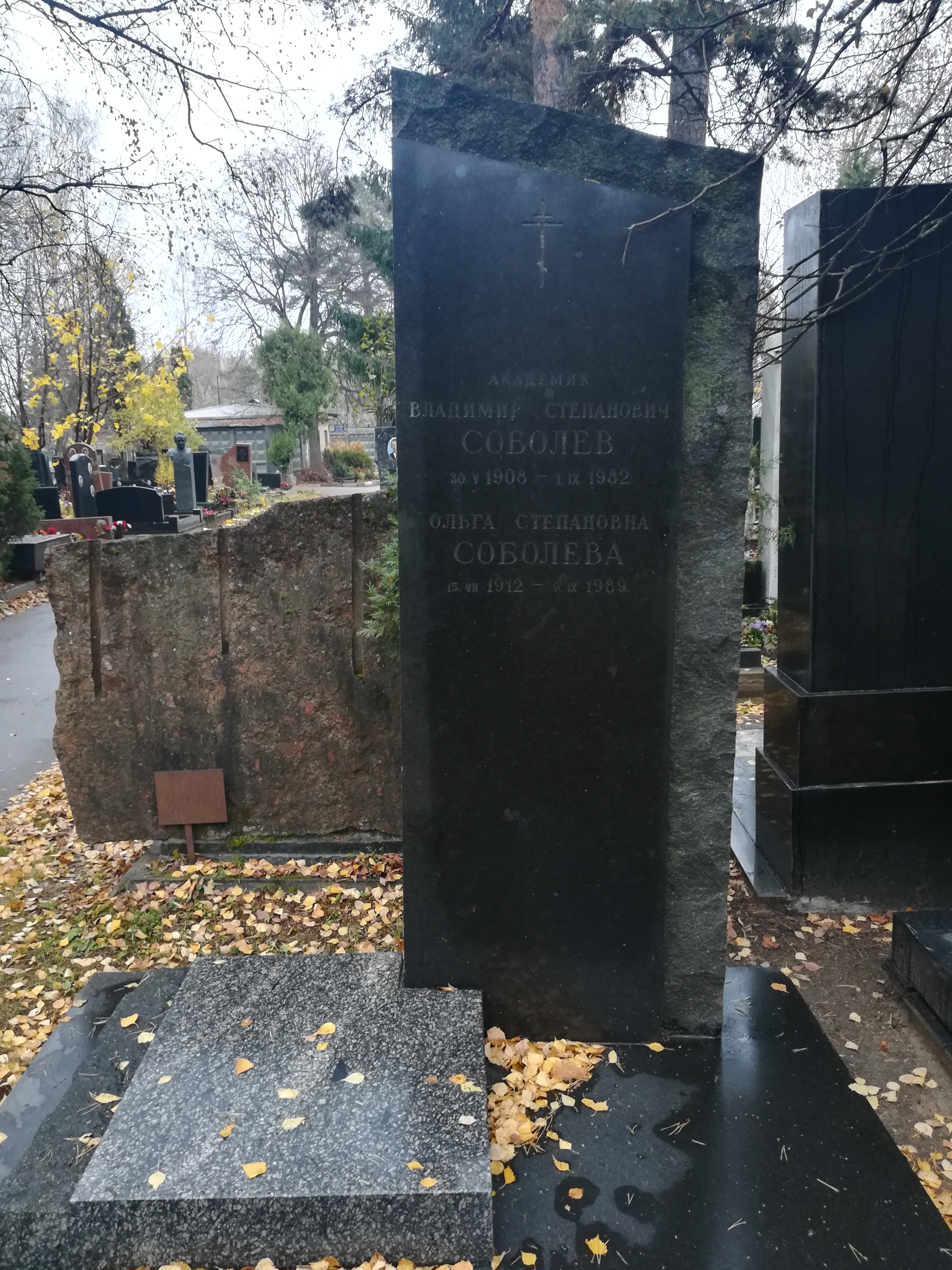
Могила на Кунцевском кладбище

Скончался 1 сентября 1982 года. Похоронен в Москве на Кунцевском кладбище.

## Основные научные труды
Основные труды связаны с изучением магматических и метаморфических пород Сибирской платформы и Украины. Внёс значительный вклад в разработку проблем общей минералогии и минералогии силикатов, теоретической петрологии, процессов минералообразования, магматизма и метаморфизма. Возглавил работы по геологии алмазных месторождений, проводя петрографические исследования изверженных и метаморфических пород. Дал определение границ и объёма фаций высокого давления. Один из создателей оригинальной схемы метаморфических фаций, автор карт метаморфических фаций СССР (1966) и Европы (1974).
По рекомендациям В. С. Соболева, высказанным им ещё до начала Отечественной войны, в результате проведённых геологами поисков алмазов в Сибири в 1954 году в Якутии была найдена первая кимберлитовая трубка, а затем и ряд алмазоносных трубок и месторождений алмазов.
Является автором:
- «Петрология траппов Сибирской платформы» (1936);
- «Петрология восточной части сложного Коростеньского плутона» (1947);
- «Введение в минералогию силикатов» (1949);
- «Геология месторождений алмазов Африки, Австралии, острова Борнео и Северной Америки» (1951);
- «Физико-химические основы петрографии изверженных горных пород» (1961, совместно с А. Н. Заварицким);
- «Фации метаморфизма» (1970);
- «Фации регионального метаморфизма умеренных давлений» (1972);
- «Фации регионального метаморфизма высоких давлений» (1974).

В. С. Соболев — один из авторов карт метаморфических фаций СССР (1966) и Европы (1974) в масштабе 1:2500000.

## Семья
Жена: Соболева (в девичестве Поплавская) Ольга Владимировна (22 июня 1914, Купянск — 5 января 1969, Новосибирск);
Сыновья: академик Соболев Николай Владимирович, Соболев Евгений Владимирович, Соболев Степан Владимирович, академик Соболев Александр Владимирович.
Сестра: Соболева Ольга Стапановна.

## Награды и звания
- 1978 — Герой Социалистического Труда «За выдающиеся заслуги в развитии геологической науки, подготовке научных кадров и в связи с семидесятилетием со дня рождения»[5] и Золотая медаль «Серп и Молот»
- 1967, 1978 — два ордена Ленина
- 1955 орден Трудового Красного Знамени
- медаль «За доблестный труд в Великой Отечественной войне 1941—1945 гг.».
- медали СССР
- Золотая медаль Святого Георгия Барселонской АН (Испания, 1975)
- 1950 — Сталинская премия второй степени за работу «Введение в минералогию силикатов»
- 5 октября 1976 — Ленинская премия[6]
- 1967 — Заслуженный деятель науки Якутской АССР[7].

## Членство в организациях
- 1951 — Академик Академии наук Украинской ССР
- 1958 — Академик Академии наук СССР[8]
- 1974—1978 — Президент Международной минералогической ассоциации
- С 1975 — Председатель Петрографического комитета АН СССР
- С 1976 — Председатель Междуведомственного научного совета при Президиуме СО АН СССР по геологии алмазных месторождений
- Почётный член ряда зарубежных геологических и минералогических обществ (Болгарии, Венгрии, Франции, Чехословакии).

## Память
- В 1983 году именем академика В. С. Соболева назван новый минерал соболевит (sobolevite), открытый в проявлениях горы Аллуайв Ловозерского массива (Кольский полуостров, Россия).
- именем В. С. Соболева назван Институт геологии и минералогии Сибирского отделения РАН[9]
- учреждена премия имени В. С. Соболева для молодых учёных Сибирского отделения РАН
- именем В. С. Соболева названа улица в г. Мирный.
- именем академика названа аудитория в Новосибирском госуниверситете.
- В честь учёного геолога, академика АН СССР, Героя Социалистического Труда Владимира Степановича Соболева 1908—1982 гг. алмазу весом 59,20 карата, добытому 18 мая 1989 года на фабрике № 12 из кимберлитов трубки «Удачная», присвоено имя «Академик Владимир Соболев».